# Twilight (roman)
Twilight is het eerste boek uit de Twilight-serie geschreven door Stephenie Meyer. Het werd oorspronkelijk gepubliceerd in 2005 in de Verenigde Staten. Uitgeverij Van Goor & Mynx bracht het boek in België en Nederland uit in 2006. Het boek wordt gevolgd door Nieuwe maan (oorspronkelijke titel New Moon).
Twilight is een roman voor jongvolwassenen. Het vertelt het verhaal tussen Isabella '"Bella" Swan en haar onmogelijke liefde met Edward Cullen, een vampier.

## Inhoud
Isabella "Bella" Swan verhuist van het zonnige Phoenix, Arizona naar het regenachtige Forks, Washington om bij haar vader, Charlie, te leven. Ofschoon ze niet blij is met de verhuizing, maakte ze de keuze zelf zodat haar moeder kan reizen met haar nieuwe echtgenoot, Phil Dwyer. Phil is een honkbalspeler en verandert regelmatig van club.
In de kleine school in Forks trekt Bella vanaf de eerste dag de aandacht en ze raakt vlug bevriend met enkele studenten. Tot haar grote ergernis strijden enkele jongens om haar aandacht. Bella staat immers niet graag in de schijnwerpers.
Zelf wordt ze geïntrigeerd door Edward Cullen en zijn familie. Edward heeft een adoptiebroer Emmett en een adoptiezus Alice. Pleegkinderen Rosalie en Jasper Hale leven ook bij de familie. Hoewel ze allen verschillen in uiterlijk, zijn er tegelijkertijd enorme gelijkenissen tussen hen. Allen zijn ze buitengewoon mooi en volmaakt. Hun huid is zeer bleek (bijna wit) en rond hun ogen hebben ze allemaal blauwe schaduwen. Als Bella naast Edward moet plaatsnemen tijdens de biologieles, trekt Edward zich letterlijk helemaal terug en kijkt hij haar walgend aan. Enkele dagen later maakt Edward dit goed maar Bella heeft enorm veel vragen. Vooral omdat Edward de boot steeds afhoudt en haar probeert te ontmoedigen vrienden te worden. Volgens hem zou dit voor haar te gevaarlijk zijn. Nadat ze door Edward gered wordt, gaat ze op onderzoek. De oplossing wordt haar uiteindelijk aangereikt door Jacob Black, een vriend van de familie. De indiaanse Jacob vertelt haar een oude legende waarin de familie Cullen bestempeld wordt als vampiers.
Edward spreekt uiteindelijk de waarheid en geeft toe dat zijn familie uit vampieren bestaat. Zij drinken dierenbloed in plaats van mensenbloed maar het blijft gevaarlijk. Hij onthult ook dat hij Bella in eerste instantie vermeed omdat de geur van haar bloed hem enorm aantrok.
In het hele boek kunnen Edward en Bella hun gevoelens voor elkaar niet meer onderdrukken en worden ze verliefd. Edwards angst wordt waarheid als Bella in gevaar komt door James, een vijandige vampier. James is een jager die, enkel voor de sport, zijn zinnen op Bella heeft gezet. Hij heeft Bella uitgekozen omdat ze onder de bescherming van de Cullens valt, waardoor James het als een echte uitdaging ziet om Bella te vangen. Met de hulp van zijn familie kan Edward Bella redden voor James haar kan doden. Terug in Forks verlangt Bella er naar ook vampier te worden, maar Edward weigert.

## Titel
Twilight is het Engelse woord voor schemering, de veiligste tijd van de dag voor vampiers.

## Kaft
Op de oorspronkelijke omslag staan twee armen die een appel aanreiken. Stephenie Meyer verklaarde dat de appel het verboden fruit uit het boek Genesis voorstelt. Het is het symbool van de verboden liefde tussen Bella en Edward. Daarnaast symboliseert het ook Bella's keuze: ofwel gaat ze voor de "verboden vrucht" (Edward) ofwel kiest ze ervoor zich niet in te laten met hem. Extraatje: De quote uit Genesis 2:17 staat vermeld in het begin van Twilight.
In de Nederlandstalige versie werd een klein detail aan de kaft gewijzigd. Er werd in de appel gebeten. De vorm van de beet toont een hartje. De vierde druk in 2008 is een speciale uitgave naar aanleiding van de verfilming. De kaft bevat foto's uit de film (zowel op de voor- als op de achterzijde, en ook in de binnenzijde). De kaft kreeg ook de vermelding "Filmeditie".
Later werden alle Twilight-boeken opnieuw gedrukt. De kaft van deze editie is gelijk aan de Engelse editie (dat wil zeggen zonder de hartvormige beet in de appel).

## Verfilming
In 2008 werd het eerste boek uit de reeks verfilmd door Summit Entertainment. Het script werd geschreven door Melissa Rosenberg. De regie was in handen van Catherine Hardwicke. Hoofdrollen werden vertolkt door Kristen Stewart als Bella Swan en Robert Pattinson als Edward Cullen. Het verhaal speelt zich af in het denkbeeldige dorpje Forks.